# 林智
林智（15世紀—15世紀），字若愚，號勿齋，福建興化府莆田縣人，明朝政治人物。

## 生平
林智是正統九年（1444年）甲子科福建鄉試舉人，十三年（1448年）戊辰科會試中副榜，授宜興訓導，每天在學舍教導士子到晚上才休息，九年後調為銅梁教諭，因父母去世回鄉；服闋後適逢宜興教諭缺員，舊日生員亦感激其教學，紛紛請求讓他補任，南直隸提學御史陳選又推薦他入吏部，礙於成例改擬陞任知縣，他力為推辭。吏部右侍郎葉盛尊敬其德行，成化八年（1472年）獲薦陞為蘇州教授，三次擔任鄉試考官，取錄多位名士，九年期滿後諸生又向巡撫懇求留任，他卻因年老自行辭官。他歷任教職三十多年，培育人才眾多，大學士徐溥、王鏊均出其門下。

## 引用
1. 1 2  光緒《莆田縣志·卷二十四·人物志》：林智，字若濬，蘊裔，正統甲子鄉薦，授宜興訓導，每旦坐齊中課諸生至夜乃息，遷銅梁教諭，以憂去，比起復適宜興教諭缺員，前諸生德其教者又相與請智補之，南畿提學御史陳選薦智自代吏部，格於例擬注縣令，智力辭，少宰葉盛高其行，特陞蘇州府學教授，滿九載諸生詣巡撫懇留再任，而智請老歸矣。智司教幾三十年作人為多，若大學士徐溥、王鏊其尤顯者；子季瓊，宏治己未進士，監察御史，餘見選舉志。
2. ↑  儼《吳文肅摘稿·卷四·卷墓誌表狀碑》：《勿齋先生墓表》 林智，字若愚，別號勿齋。福建莆田人。正統甲子中福建鄉試。戊辰中會試乙榜。
3. ↑  光緒《重刊宜興縣舊志·卷五·厯代職官考》：林智，字若濬，莆田人，正統間宜興訓導，條約整肅昧爽，輒秉燭登堂誦經書為諸生倡講學，論文無間寒暑，士習為之一新，以內艱去任，服闋再除本邑教諭，士子欣躍趨迎，文教彌振，提學御史陳選舉智自代吏部不允，遷知縣，改蘇州教授，三應聘為考官，所取多名士。 參節唐鶴徵《府志》、謙齊《文錄》
4. ↑  光緒《蘇州府志·卷七十三·名宦六》：林智，字若濬，莆田人，正統九年鄉舉，授宜興訓導，每旦坐齋中，課諸生至夜方休，厯九載遷銅梁教諭，以憂去；服除提學御史陳選薦智自代吏部，格以資格擬注劇縣，智力辭，葉盛為右侍郞素高其行，成化八年陞蘇州府學教授，九載滿諸生詣巡撫懇留再仕，而智請老歸矣，智厯教職三十年，所至作人為多，在蘇課士得王鏊卷，評為鄧林一枝，果擢鄉會第一。 《蘇學景賢錄》